# 邢书成
邢书成（1952年12月—），山东文登人。1968年8月参加工作。北京科技大学毕业，研究生学历，硕士学位。曾任中国人民解放军广州军区副司令员。中国人民解放军中将军衔。第十届全国人大代表。
早年长期在沈阳军区服役，曾担任沈阳军区司令部军务装备部副部长、部长，沈阳军区装备部副部长，沈阳军区副参谋长等职。2009年时曾在和平使命-2009中俄联合反恐军事演习中出任中方战役指挥部副指挥员兼参谋长。2009年12月，接替岳惠来少将出任吉林省军区司令员。2010年12月，升任广州军区副司令员。2016年1月，因体制编制调整和到龄，作免职安排。
2001年晋升为少将军衔。2012年晋升为中将军衔。2018年1月，当选第十三届全国政协委员。